# Barreto Football Club
Barreto Football Club foi um clube brasileiro de futebol sediado no bairro do Barreto, em Niterói, no estado do Rio de Janeiro. Fundado em 14 de julho de 1912 por funcionários da Companhia de Phosphoros de Segurança Fiat Lux, o clube destacou-se no cenário esportivo local nas primeiras décadas do século XX. O clube encerrou suas atividades em 1942.

## História
O Barreto foi fundado em 14 de julho de 1912, por operários da Companhia de Phosphoros Fiat Lux, no Barreto, em Niterói. Rapidamente se consolidou como força no futebol local, gerando o clássico com o Byron, o “Clássico da Zona Norte”, que atraía grande público nas décadas de 1920/30, com torcida barretense superior ao rival.
O mascote era o leão, e o clube ficou conhecido como “Leão do Norte”. A sede, na Rua General Castrioto, tinha duas estátuas de leões na entrada. As cores eram azul escuro e branco, geralmente com camisa azul e calções brancos; às vezes, usava listrado.

### Participação no Campeonato Citadino de Niterói (1933)
Em 1933, o Barreto disputou o Campeonato Citadino de Niterói entre seis equipes: Byron, Canto do Rio, Fonseca, Nictheroyense e Ypiranga), terminando em 5º lugar com 8 pontos perdidos, à frente apenas do Nictheroyense, mas atrás de Canto do Rio, Fonseca, Byron e Ypiranga, reforçando seu protagonismo local.

### Participação em torneios do estado do Rio de Janeiro
O clube também participou do Torneio Aberto do Rio de Janeiro em 1935, alcançando a segunda rodada de repescagem, o que evidencia que o Barreto atuava além das fronteiras de Niterói.

### Declínio e extinção
Em 1941, o clube investiu na profissionalização para disputar uma vaga contra o Canto do Rio no Campeonato Carioca; endividou-se e, ao não ser selecionado, voltou ao futebol amador, terminando atrás do Icaraí FC no torneio de Niterói.
Em 1942, acumulou débitos irreversíveis e encerrou atividades, deixando a comunidade barretense sem seu “Leão do Norte”.

## Títulos
| ESTADUAIS                               | ESTADUAIS             | ESTADUAIS               | ESTADUAIS   |
|                                         | Competição            | Títulos                 | Temporadas  |
| --------------------------------------- | --------------------- | ----------------------- | ----------- |
|                                         | Campeonato Fluminense | 2                       | 1921 e 1923 |
| Torneio Início do Campeonato Fluminense | 3                     | 1919, 1920, 1924 e 1925 |             |